# Pablo Álvarez Núñez
Pablo Álvarez Núñez (Oviedo, Asturias, 14 de mayo de 1980) es un exfutbolista y entrenador español que jugaba de centrocampista.

## Trayectoria
Tras nacer en Oviedo, se trasladó junto a su familia hasta la ciudad gallega de Lugo, donde tuvieron lugar casi toda su infancia y su juventud. Se formó desde los nueve años en las categorías inferiores del C. D. Lugo y llegó a alcanzar el equipo juvenil que competía en División de Honor. En 1998 recibió una oferta de la cantera del Real Sporting de Gijón, donde continuó su formación hasta que se incorporó al Real Sporting de Gijón "B" un año después. El 19 de mayo de 2001 debutó con el Sporting en Segunda División durante un encuentro disputado en el estadio El Molinón de Gijón ante el Real Betis Balompié. En la jornada siguiente, contra el Racing Club de Ferrol, anotó su primer gol en la categoría y contribuyó a la victoria por 2-3 de su equipo.
A partir de la temporada 2001-02 quedó asentado definitivamente en la primera plantilla sportinguista, donde militó durante cinco campañas en las que alcanzó la cifra de veinticinco tantos en 161 partidos jugados en la categoría de plata. El 23 de abril de 2006, cuando ya había llegado a un acuerdo para fichar por el R. C. Deportivo de La Coruña, sufrió una fractura abierta de tibia y peroné en el transcurso de un encuentro entre el Sporting y la U. E. Lleida que le supuso pasar ocho meses de baja. El 31 de enero de 2007, disputó su primer encuentro con el Deportivo en la Copa del Rey contra el Real Valladolid C. F. y consiguió marcar el primer gol de los coruñeses en una victoria por 4-1. Días más tarde, el 3 de febrero, debutó en Primera División ante el R. C. D. Mallorca. Sin embargo, el técnico Joaquín Caparrós no le dio continuidad y sólo participó en otros seis partidos de la temporada 2006-07.
En la campaña 2007-08, con Miguel Ángel Lotina en el banquillo deportivista, sólo dispuso de minutos en un encuentro por lo que salió cedido al Real Racing Club de Santander en el mercado de invierno. Vistió por primera vez la camiseta del Racing el día 2 de enero de 2008 durante un partido de la Copa del Rey frente al Málaga C. F. Posteriormente, el 13 de enero, estrenó su cuenta goleadora en Primera División frente al C. A. Osasuna en el estadio Reyno de Navarra. El 7 de mayo, durante un encuentro frente al Sevilla F. C., sufrió una fractura del hueso malar que le impidió jugar el resto de la temporada.
Regresó al Deportivo de La Coruña en el verano de 2008 y derrotó en la final de la Copa Intertoto al Bnei Sakhnin, hecho que dio la posibilidad de disputar la Copa de la UEFA al conjunto gallego. Debutó en la competición europea el 18 de febrero de 2009, en la ronda de dieciseisavos de final, ante el Aalborg BK. En la Liga, disputó veintiún encuentros y anotó dos goles que dieron sendas victorias al Deportivo; el primero, al Athletic Club en San Mamés y, el segundo, contra el R. C. Recreativo de Huelva en el estadio Nuevo Colombino. Durante la temporada 2009-10 alcanzó la cifra de veintiocho partidos jugados, alternando la titularidad con la suplencia, y volvió a marcar dos tantos. En sus dos últimas campañas como jugador del Deportivo vivió un descenso a Segunda División, en la 2010-11, y la recuperación de la categoría perdida un año después.
En el mes de julio de 2012 se hizo oficial su fichaje por el Lugo, donde pasó dos temporadas en la Segunda División. El 1 de septiembre de 2014 fue contratado por el U. P. Langreo para la campaña 2014-15, aunque abandonó el club en diciembre del mismo año para pasar por un período de prueba en el New York City F. C. de la Major League Soccer. El 6 de marzo de 2015 se anunció su incorporación al club neoyorquino y un año después regresó al Langreo. En agosto de 2016 se incorporó a la U. D. Llanera.

## Clubes
| Club                          | País           | Temporada |
| ----------------------------- | -------------- | --------- |
| Real Sporting de Gijón "B"    | España         | 1998-2001 |
| Real Sporting de Gijón        | España         | 2001-2006 |
| R. C. Deportivo de La Coruña  | España         | 2006-2008 |
| Real Racing Club de Santander | España         | 2008      |
| R. C. Deportivo de La Coruña  | España         | 2008-2012 |
| C. D. Lugo                    | España         | 2012-2014 |
| U. P. Langreo                 | España         | 2014      |
| New York City F. C.           | Estados Unidos | 2015-2016 |
| U. P. Langreo                 | España         | 2016      |
| U. D. Llanera                 | España         | 2016-2018 |